# شيرويت عادل
شيرويت عادل (من مواليد 3 سبتمبر 1971)، مخرجة مصرية تعيش في الكويت.
بدايتها كمخرج منفذ. اختارت الإخراج في الكويت كونها رائدة في الفن الخليجي.